# Elymus hispidus subsp. barbulatus
Elymus hispidus subsp. barbulatus, também conhecida como feno-híspido é uma subespécie de planta com flor pertencente à família Poaceae. 
A autoridade científica da subespécie é (Schur) Melderis, tendo sido publicada em Botanical Journal of the Linnean Society 76(4): 381. 1978.

## Portugal
Trata-se de uma subespécie presente no território português, nomeadamente em Portugal Continental.
Em termos de naturalidade é nativa da região atrás indicada.

## Protecção
Não se encontra protegida por legislação portuguesa ou da Comunidade Europeia.